# Vòng đấu hạng AFC Champions League Elite 2024–25
Vòng đấu hạng AFC Champions League Elite 2024–25 diễn ra từ ngày 16 tháng 9 năm 2024 đến ngày 19 tháng 2 năm 2025.

## Bốc thăm
Lễ bốc thăm diễn ra vào ngày 16 tháng 8 tại InterContinental Kuala Lumpur tại Kuala Lumpur, Malaysia.

### Hạt giống
Với mỗi khu vực, đương kim vô địch hoặc đội có hạt giống cao nhất của mỗi hiệp hội thành viên được xếp vào nhóm 1, các đội còn lại được xếp vào nhóm 2.
| Vùng      | Nhóm 1 | Nhóm 2 |
| --------- | --- | --- |
| Miền Tây  | - Al Ain (ACL) - Al-Hilal (KAS 1) - Al-Sadd (QAT 1) - Persepolis (IRN 1) - Pakhtakor (UZB 1) - Al-Shorta (IRQ 1)                                          | - Al-Nassr (KAS 2) - Al-Rayyan (QAT 2) - Esteghlal (IRN 2) - Al Wasl (UAE 1) - Al-Ahli (KAS 3) - Al-Gharafa (QAT 3)                                             |
| Miền Đông | - Vissel Kobe (JPN 1) - Ulsan HD (KOR 1) - Cảng Thượng Hải (CHN 1) - Buriram United (THA 1) - Central Coast Mariners (AUS 1) - Johor Darul Ta'zim (MAS 1) | - Kawasaki Frontale (JPN 2) - Pohang Steelers (KOR 2) - Thân Hoa Thượng Hải (CHN 2) - Yokohama F. Marinos (JPN 3) - Gwangju (KOR 3) - Sơn Đông Thái Sơn (CHN 3) |

### Bảng đấu
Mỗi đội được xếp vào một vị trí trong bảng đấu cho khu vực của họ: cột A-C cho Miền Tây và D-F cho Miền Đông. Các đội từ nhóm 1 được xếp vào vị trí 1 hoặc 2 trong khi các đội từ nhóm 2 được xếp vào vị trí 3 hoặc 4.
| Cột    | A         | B          | C          |                        | D                   | E                   | F |
| Thứ tự | Miền Tây  | Miền Tây   | Miền Tây   | Miền Đông              | Miền Đông           | Miền Đông           |   |
| 1      | Pakhtakor | Al-Sadd    | Persepolis | Ulsan HD               | Cảng Thượng Hải     | Johor Darul Ta'zim  |   |
| 2      | Al-Hilal  | Al-Shorta  | Al Ain     | Central Coast Mariners | Buriram United      | Vissel Kobe         |   |
| 3      | Al-Nassr  | Al-Rayyan  | Esteghlal  | Pohang Steelers        | Sơn Đông Thái Sơn   | Yokohama F. Marinos |   |
| 4      | Al-Ahli   | Al-Gharafa | Al Wasl    | Gwangju                | Thân Hoa Thượng Hải | Kawasaki Frontale   |   |

### Đối thủ vòng đấu hạng theo câu lạc bộ
| Miền Tây               | Miền Tây           | Miền Tây               | Miền Tây           | Miền Tây               | Miền Tây            | Miền Tây            | Miền Tây            | Miền Tây            |
| Câu lạc bộ             | Đối thủ của nhóm 1 | Đối thủ của nhóm 1     | Đối thủ của nhóm 1 | Đối thủ của nhóm 1     | Đối thủ của nhóm 2  | Đối thủ của nhóm 2  | Đối thủ của nhóm 2  | Đối thủ của nhóm 2  |
| Câu lạc bộ             | Nhà                | Nhà                    | Khách              | Khách                  | Nhà                 | Nhà                 | Khách               | Khách               |
| ---------------------- | ------------------ | ---------------------- | ------------------ | ---------------------- | ------------------- | ------------------- | ------------------- | ------------------- |
| Pakhtakor              | Al-Sadd            | Al Ain                 | Persepolis         | Al-Shorta              | Al-Rayyan           | Al Wasl             | Esteghlal           | Al-Gharafa          |
| Al-Sadd                | Persepolis         | Al-Hilal               | Pakhtakor          | Al Ain                 | Esteghlal           | Al-Ahli             | Al-Nassr            | Al Wasl             |
| Persepolis             | Pakhtakor          | Al-Shorta              | Al-Sadd            | Al-Hilal               | Al-Nassr            | Al-Gharafa          | Al-Rayyan           | Al-Ahli             |
| Al-Hilal               | Persepolis         | Al-Shorta              | Al-Sadd            | Al Ain                 | Esteghlal           | Al-Gharafa          | Al-Rayyan           | Al Wasl             |
| Al-Shorta              | Pakhtakor          | Al Ain                 | Persepolis         | Al-Hilal               | Al-Nassr            | Al Wasl             | Esteghlal           | Al-Ahli             |
| Al Ain                 | Al-Sadd            | Al-Hilal               | Pakhtakor          | Al-Shorta              | Al-Rayyan           | Al-Ahli             | Al-Nassr            | Al-Gharafa          |
|                        |                    |                        |                    |                        |                     |                     |                     |                     |
| Al-Nassr               | Al-Sadd            | Al Ain                 | Persepolis         | Al-Shorta              | Al-Rayyan           | Al Wasl             | Esteghlal           | Al-Gharafa          |
| Al-Rayyan              | Persepolis         | Al-Hilal               | Pakhtakor          | Al Ain                 | Esteghlal           | Al-Ahli             | Al-Nassr            | Al Wasl             |
| Esteghlal              | Pakhtakor          | Al-Shorta              | Al-Sadd            | Al-Hilal               | Al-Nassr            | Al-Gharafa          | Al-Rayyan           | Al-Ahli             |
| Al-Ahli                | Persepolis         | Al-Shorta              | Al-Sadd            | Al Ain                 | Esteghlal           | Al-Gharafa          | Al-Rayyan           | Al Wasl             |
| Al-Gharafa             | Pakhtakor          | Al Ain                 | Persepolis         | Al-Hilal               | Al-Nassr            | Al Wasl             | Esteghlal           | Al-Ahli             |
| Al Wasl                | Al-Sadd            | Al-Hilal               | Pakhtakor          | Al-Shorta              | Al-Rayyan           | Al-Ahli             | Al-Nassr            | Al-Gharafa          |
|                        |                    |                        |                    |                        |                     |                     |                     |                     |
| Miền Đông              |                    |                        |                    |                        |                     |                     |                     |                     |
| Câu lạc bộ             | Đối thủ của nhóm 1 | Đối thủ của nhóm 1     | Đối thủ của nhóm 1 | Đối thủ của nhóm 1     | Đối thủ của nhóm 2  | Đối thủ của nhóm 2  | Đối thủ của nhóm 2  | Đối thủ của nhóm 2  |
| Câu lạc bộ             | Nhà                | Nhà                    | Khách              | Khách                  | Nhà                 | Nhà                 | Khách               | Khách               |
| Ulsan HD               | Cảng Thượng Hải    | Vissel Kobe            | Johor Darul Ta'zim | Buriram United         | Sơn Đông Thái Sơn   | Kawasaki Frontale   | Yokohama F. Marinos | Thân Hoa Thượng Hải |
| Cảng Thượng Hải        | Johor Darul Ta'zim | Central Coast Mariners | Ulsan HD           | Vissel Kobe            | Yokohama F. Marinos | Gwangju             | Pohang Steelers     | Kawasaki Frontale   |
| Johor Darul Ta'zim     | Ulsan HD           | Buriram United         | Cảng Thượng Hải    | Central Coast Mariners | Pohang Steelers     | Thân Hoa Thượng Hải | Sơn Đông Thái Sơn   | Gwangju             |
| Central Coast Mariners | Johor Darul Ta'zim | Buriram United         | Cảng Thượng Hải    | Vissel Kobe            | Yokohama F. Marinos | Thân Hoa Thượng Hải | Sơn Đông Thái Sơn   | Kawasaki Frontale   |
| Buriram United         | Ulsan HD           | Vissel Kobe            | Johor Darul Ta'zim | Central Coast Mariners | Pohang Steelers     | Kawasaki Frontale   | Yokohama F. Marinos | Gwangju             |
| Vissel Kobe            | Cảng Thượng Hải    | Central Coast Mariners | Ulsan HD           | Buriram United         | Sơn Đông Thái Sơn   | Gwangju             | Pohang Steelers     | Thân Hoa Thượng Hải |
|                        |                    |                        |                    |                        |                     |                     |                     |                     |
| Pohang Steelers        | Cảng Thượng Hải    | Vissel Kobe            | Johor Darul Ta'zim | Buriram United         | Sơn Đông Thái Sơn   | Kawasaki Frontale   | Yokohama F. Marinos | Thân Hoa Thượng Hải |
| Sơn Đông Thái Sơn      | Johor Darul Ta'zim | Central Coast Mariners | Ulsan HD           | Vissel Kobe            | Yokohama F. Marinos | Gwangju             | Pohang Steelers     | Kawasaki Frontale   |
| Yokohama F. Marinos    | Ulsan HD           | Buriram United         | Cảng Thượng Hải    | Central Coast Mariners | Pohang Steelers     | Thân Hoa Thượng Hải | Sơn Đông Thái Sơn   | Gwangju             |
| Gwangju                | Johor Darul Ta'zim | Buriram United         | Cảng Thượng Hải    | Vissel Kobe            | Yokohama F. Marinos | Thân Hoa Thượng Hải | Sơn Đông Thái Sơn   | Kawasaki Frontale   |
| Thân Hoa Thượng Hải    | Ulsan HD           | Vissel Kobe            | Johor Darul Ta'zim | Central Coast Mariners | Pohang Steelers     | Kawasaki Frontale   | Yokohama F. Marinos | Gwangju             |
| Kawasaki Frontale      | Cảng Thượng Hải    | Central Coast Mariners | Ulsan HD           | Buriram United         | Sơn Đông Thái Sơn   | Gwangju             | Pohang Steelers     | Thân Hoa Thượng Hải |

## Lịch thi đấu
Lịch thi đấu của vòng đấu hạng như sau. Lịch thi đấu chi tiết đã được công bố vào ngày 16 tháng 8 năm 2024.
| Vòng        | Ngày                             | Ngày                    |
| Vòng        | Miền Tây                         | Miền Đông               |
| ----------- | -------------------------------- | ----------------------- |
| Lượt trận 1 | 16–17 tháng 9 năm 2024           | 17–18 tháng 9 năm 2024  |
| Lượt trận 2 | 30 tháng 9 – 1 tháng 10 năm 2024 | 1–2 tháng 10 năm 2024   |
| Lượt trận 3 | 21–22 tháng 10 năm 2024          | 22–22 tháng 10 năm 2024 |
| Lượt trận 4 | 4–5 tháng 11 năm 2024            | 5–6 tháng 11 năm 2024   |
| Lượt trận 5 | 25–26 tháng 11 năm 2024          | 26–27 tháng 11 năm 2024 |
| Lượt trận 6 | 2–3 tháng 12 năm 2024            | 3–4 tháng 12 năm 2024   |
| Lượt trận 7 | 3–4 tháng 2 năm 2025             | 11–12 tháng 2 năm 2025  |
| Lượt trận 8 | 17–18 tháng 2 năm 2025           | 18–19 tháng 2 năm 2025  |

## Miền Tây

### Bảng xếp hạng
| VT | Đội        | ST | T | H | B | BT | BB | HS  | Đ  | Giành quyền tham dự     |
| -- | ---------- | -- | - | - | - | -- | -- | --- | -- | ----------------------- |
| 1  | Al-Hilal   | 8  | 7 | 1 | 0 | 26 | 7  | +19 | 22 | Đi tiếp vào Vòng 16 đội |
| 2  | Al-Ahli    | 8  | 7 | 1 | 0 | 21 | 8  | +13 | 22 | Đi tiếp vào Vòng 16 đội |
| 3  | Al-Nassr   | 8  | 5 | 2 | 1 | 17 | 6  | +11 | 17 | Đi tiếp vào Vòng 16 đội |
| 4  | Al-Sadd    | 8  | 3 | 3 | 2 | 10 | 9  | +1  | 12 | Đi tiếp vào Vòng 16 đội |
| 5  | Al Wasl    | 8  | 3 | 2 | 3 | 8  | 12 | −4  | 11 | Đi tiếp vào Vòng 16 đội |
| 6  | Esteghlal  | 8  | 2 | 3 | 3 | 8  | 9  | −1  | 9  | Đi tiếp vào Vòng 16 đội |
| 7  | Al-Rayyan  | 8  | 2 | 2 | 4 | 8  | 12 | −4  | 8  | Đi tiếp vào Vòng 16 đội |
| 8  | Pakhtakor  | 8  | 1 | 4 | 3 | 4  | 6  | −2  | 7  | Đi tiếp vào Vòng 16 đội |
| 9  | Persepolis | 8  | 1 | 4 | 3 | 6  | 10 | −4  | 7  |                         |
| 10 | Al-Gharafa | 8  | 2 | 1 | 5 | 10 | 18 | −8  | 7  |                         |
| 11 | Al-Shorta  | 8  | 1 | 3 | 4 | 7  | 17 | −10 | 6  |                         |
| 12 | Al Ain     | 8  | 0 | 2 | 6 | 11 | 22 | −11 | 2  |                         |

### Tóm tắt kết quả
| Đội nhà   | Tỷ số | Đội khách  |
| --------- | ----- | ---------- |
| Al Ain    | 1–1   | Al-Sadd    |
| Al-Shorta | 1–1   | Al-Nassr   |
| Esteghlal | 3–0   | Al-Gharafa |
| Al-Ahli   | 1–0   | Persepolis |
| Pakhtakor | 0–1   | Al Wasl    |
| Al-Rayyan | 1–3   | Al-Hilal   |

| Đội nhà    | Tỷ số | Đội khách |
| ---------- | ----- | --------- |
| Al-Sadd    | 2–0   | Esteghlal |
| Persepolis | 1–1   | Pakhtakor |
| Al Wasl    | 0–2   | Al-Ahli   |
| Al-Nassr   | 2–1   | Al-Rayyan |
| Al-Gharafa | 4–2   | Al Ain    |
| Al-Hilal   | 5–0   | Al-Shorta |

| Đội nhà    | Tỷ số | Đội khách  |
| ---------- | ----- | ---------- |
| Al-Shorta  | 0–0   | Pakhtakor  |
| Al-Sadd    | 1–0   | Persepolis |
| Al Ain     | 4–5   | Al-Hilal   |
| Al-Rayyan  | 1–2   | Al-Ahli    |
| Esteghlal  | 0–1   | Al-Nassr   |
| Al-Gharafa | 1–2   | Al Wasl    |

| Đội nhà    | Tỷ số | Đội khách  |
| ---------- | ----- | ---------- |
| Al Wasl    | 1–1   | Al-Sadd    |
| Al-Ahli    | 5–1   | Al-Shorta  |
| Persepolis | 1–1   | Al-Gharafa |
| Al-Hilal   | 3–0   | Esteghlal  |
| Pakhtakor  | 0–1   | Al-Rayyan  |
| Al-Nassr   | 5–1   | Al Ain     |

| Đội nhà    | Tỷ số | Đội khách  |
| ---------- | ----- | ---------- |
| Al Ain     | 1–2   | Al-Ahli    |
| Esteghlal  | 0–0   | Pakhtakor  |
| Al-Gharafa | 1–3   | Al-Nassr   |
| Al-Rayyan  | 1–1   | Persepolis |
| Al-Shorta  | 1–3   | Al Wasl    |
| Al-Sadd    | 1–1   | Al-Hilal   |

| Đội nhà    | Tỷ số | Đội khách  |
| ---------- | ----- | ---------- |
| Persepolis | 2–1   | Al-Shorta  |
| Al-Ahli    | 2–2   | Esteghlal  |
| Al Wasl    | 1–1   | Al-Rayyan  |
| Al-Nassr   | 1–2   | Al-Sadd    |
| Pakhtakor  | 1–1   | Al Ain     |
| Al-Hilal   | 3–0   | Al-Gharafa |

| Đội nhà    | Tỷ số | Đội khách  |
| ---------- | ----- | ---------- |
| Al Ain     | 1–2   | Al-Rayyan  |
| Esteghlal  | 1–1   | Al-Shorta  |
| Al-Sadd    | 1–3   | Al-Ahli    |
| Al-Nassr   | 4–0   | Al Wasl    |
| Al-Gharafa | 1–0   | Pakhtakor  |
| Al-Hilal   | 4–1   | Persepolis |

| Đội nhà    | Tỷ số | Đội khách  |
| ---------- | ----- | ---------- |
| Pakhtakor  | 2–1   | Al-Sadd    |
| Al-Shorta  | 2–0   | Al Ain     |
| Persepolis | 0–0   | Al-Nassr   |
| Al-Ahli    | 4–2   | Al-Gharafa |
| Al-Rayyan  | 0–2   | Esteghlal  |
| Al Wasl    | 0–2   | Al-Hilal   |

### Các trận đấu

#### Lượt trận 1
| Al Ain            | 1–1      | Al-Sadd      |
| ----------------- | -------- | ------------ |
| - M. Palacios 80' | Chi tiết | - Afif 45+1' |

| Al-Shorta           | 1–1      | Al-Nassr         |
| ------------------- | -------- | ---------------- |
| - Dawood Yaseen 24' | Chi tiết | - Al-Ghannam 14' |

| Esteghlal                                           | 3–0      | Al-Gharafa |
| --------------------------------------------------- | -------- | ---------- |
| - A. Yousif 4' (l.n.) - Rezaeian 79' - Rezavand 88' | Chi tiết |            |

| Al-Ahli     | 1–0      | Persepolis |
| ----------- | -------- | ---------- |
| - Kessié 2' | Chi tiết |            |

| Pakhtakor | 0–1      | Al Wasl        |
| --------- | -------- | -------------- |
|           | Chi tiết | - Bouftini 64' |

| Al-Rayyan    | 1–3      | Al-Hilal                                            |
| ------------ | -------- | --------------------------------------------------- |
| - Guedes 47' | Chi tiết | - Milinković-Savić 15' - Cancelo 42' - Leonardo 44' |

#### Lượt trận 2
| Al-Sadd                                     | 2–0      | Esteghlal |
| ------------------------------------------- | -------- | --------- |
| - H. Hosseini 40' (l.n.) - Afif 68' (ph.đ.) | Chi tiết |           |

| Persepolis   | 1–1      | Pakhtakor      |
| ------------ | -------- | -------------- |
| - Alipour 1' | Chi tiết | - D. Ćeran 59' |

| Al Wasl | 0–2      | Al-Ahli                  |
| ------- | -------- | ------------------------ |
|         | Chi tiết | - Mahrez 3' - Ibañez 38' |

| Al-Nassr                      | 2–1      | Al-Rayyan    |
| ----------------------------- | -------- | ------------ |
| - Mané 45+1' - C. Ronaldo 76' | Chi tiết | - Guedes 87' |

| Al-Gharafa                                   | 4–2      | Al Ain                          |
| -------------------------------------------- | -------- | ------------------------------- |
| - Joselu 45+2', 48' - Sano 54' - Brahimi 76' | Chi tiết | - Kaku 56' (ph.đ.) - Rahimi 66' |

| Al-Hilal                                                                            | 5–0      | Al-Shorta |
| ----------------------------------------------------------------------------------- | -------- | --------- |
| - Leonardo 11' - Mitrović 15' - S. Al-Dawsari 47' - N. Al-Dawsari 73' - Kanno 90+5' | Chi tiết |           |

#### Lượt trận 3
| Al-Shorta | 0–0      | Pakhtakor |
| --------- | -------- | --------- |
|           | Chi tiết |           |

| Al-Sadd       | 1–0      | Persepolis |
| ------------- | -------- | ---------- |
| - Uribe 45+2' | Chi tiết |            |

| Al Ain                                          | 4–5      | Al-Hilal                                                         |
| ----------------------------------------------- | -------- | ---------------------------------------------------------------- |
| - Rahimi 39', 67', 90+6' (ph.đ.) - Sanabria 63' | Chi tiết | - Lodi 26' - Milinković-Savić 45+2' - Al-Dawsari 45+5', 65', 75' |

| Al-Rayyan             | 1–2      | Al-Ahli                       |
| --------------------- | -------- | ----------------------------- |
| - Al-Hamad 65' (l.n.) | Chi tiết | - Veiga 16' - Al-Buraikan 38' |

| Esteghlal | 0–1      | Al Nassr      |
| --------- | -------- | ------------- |
|           | Chi tiết | - Laporte 81' |

| Al-Gharafa  | 1–2      | Al Wasl                    |
| ----------- | -------- | -------------------------- |
| - Sassi 44' | Chi tiết | - Lima 84' - Success 90+2' |

#### Lượt trận 4
| Al Wasl     | 1–1      | Al-Sadd     |
| ----------- | -------- | ----------- |
| - Pérez 29' | Chi tiết | - Saïss 61' |

| Al-Ahli                                                  | 5–1      | Al-Shorta    |
| -------------------------------------------------------- | -------- | ------------ |
| - Firmino 14', 45+5' - Al-Buraikan 53' - Mahrez 61', 65' | Chi tiết | - Jassim 29' |

| Persepolis   | 1–1      | Al-Gharafa      |
| ------------ | -------- | --------------- |
| - Faraji 53' | Chi tiết | - Al Ganehi 56' |

| Al-Hilal                 | 3–0      | Esteghlal |
| ------------------------ | -------- | --------- |
| - Mitrović 15', 33', 74' | Chi tiết |           |

| Pakhtakor | 0–1      | Al-Rayyan     |
| --------- | -------- | ------------- |
|           | Chi tiết | - Shehata 51' |

| Al-Nassr                                                               | 5–1      | Al Ain             |
| ---------------------------------------------------------------------- | -------- | ------------------ |
| - Talisca 5', 90+4' - C. Ronaldo 31' - Cardoso 37' (l.n.) - Wesley 81' | Chi tiết | - Bento 56' (l.n.) |

#### Lượt trận 5
| Al Ain       | 1–2      | Al-Ahli          |
| ------------ | -------- | ---------------- |
| - Kaku 90+3' | Chi tiết | - Toney 70', 74' |

| Esteghlal | 0–0      | Pakhtakor |
| --------- | -------- | --------- |
|           | Chi tiết |           |

| Al-Gharafa   | 1–3 | Al-Nassr                        |
| ------------ | --- | ------------------------------- |
| - Joselu 75' |     | - Ronaldo 46', 64' - Ângelo 58' |

| Al-Rayyan       | 1–1      | Persepolis   |
| --------------- | -------- | ------------ |
| - Bencharki 57' | Chi tiết | - Faraji 17' |

| Al-Shorta     | 1–3      | Al Wasl                                   |
| ------------- | -------- | ----------------------------------------- |
| - Youssef 50' | Chi tiết | - Santos 14' - Lima 64' (ph.đ.) - Giménez |

| Al-Sadd      | 1–1      | Al-Hilal         |
| ------------ | -------- | ---------------- |
| - Otávio 71' | Chi tiết | - Al-Bulaihi 10' |

#### Lượt trận 6
| Persepolis                               | 2–1      | Al-Shorta |
| ---------------------------------------- | -------- | --------- |
| - Urunov 89' - Gvelesiani 90+13' (ph.đ.) | Chi tiết | - Ali 19' |

| Al-Ahli                            | 2–2      | Esteghlal                        |
| ---------------------------------- | -------- | -------------------------------- |
| - Toney 45+8' (ph.đ.), 86' (ph.đ.) | Chi tiết | - Raphael Silva 42' - Eslami 51' |

| Al Wasl    | 1–1      | Al-Rayyan             |
| ---------- | -------- | --------------------- |
| - Caio 77' | Chi tiết | - Al-Azizi 85' (l.n.) |

| Al-Nassr           | 1–2      | Al-Sadd                          |
| ------------------ | -------- | -------------------------------- |
| - Saïss 80' (l.n.) | Chi tiết | - Afif 53' - Ounas 90+9' (ph.đ.) |

| Pakhtakor       | 1–1      | Al Ain       |
| --------------- | -------- | ------------ |
| - Jurakuziev 6' | Chi tiết | - Rahimi 49' |

| Al-Hilal                                             | 3–0      | Al-Gharafa |
| ---------------------------------------------------- | -------- | ---------- |
| - Leonardo 18' - Mitrović 82' - Milinković-Savić 85' | Chi tiết |            |

#### Lượt trận 7
| Al Ain     | 1–2      | Al-Rayyan                    |
| ---------- | -------- | ---------------------------- |
| - Kaku 42' | Chi tiết | - Trézéguet 50' - Guedes 75' |

| Esteghlal | 1–1      | Al-Shorta  |
| --------- | -------- | ---------- |
| - Kojo 4' | Chi tiết | - Amin 49' |

| Al-Sadd   | 1–3      | Al-Ahli                                 |
| --------- | -------- | --------------------------------------- |
| - Afif 1' | Chi tiết | - Firmino 10' - Ibañez 39' - Mahrez 81' |

| Al-Nassr                                                  | 4–0      | Al Wasl |
| --------------------------------------------------------- | -------- | ------- |
| - Al-Hassan 25' - Ronaldo 44' (ph.đ.), 78' - Al-Fatil 88' | Chi tiết |         |

| Al-Gharafa  | 1–0      | Pakhtakor |
| ----------- | -------- | --------- |
| - Sassi 40' | Chi tiết |           |

| Al-Hilal                                              | 4–1      | Persepolis               |
| ----------------------------------------------------- | -------- | ------------------------ |
| - Malcom 10' - Cancelo 25' - S. Al-Dawsari 38', 45+1' | Chi tiết | - Gvelesiani 90' (ph.đ.) |

#### Lượt trận 8
| Pakhtakor          | 2–1      | Al-Sadd                 |
| ------------------ | -------- | ----------------------- |
| - Riascos 18', 56' | Chi tiết | - Al-Haydos 37' (ph.đ.) |

| Al-Shorta                    | 2–0      | Al Ain |
| ---------------------------- | -------- | ------ |
| - Al-Mawas 50' - Lucas 90+4' | Chi tiết |        |

| Persepolis | 0–0      | Al-Nassr |
| ---------- | -------- | -------- |
|            | Chi tiết |          |

| Al-Ahli                                                     | 4–2      | Al-Gharafa                                |
| ----------------------------------------------------------- | -------- | ----------------------------------------- |
| - Toney 21' - Firmino 34' - Galeno 44' - Mahrez 59' (ph.đ.) | Chi tiết | - Joselu 6' (ph.đ.) - Brahimi 80' (ph.đ.) |

| Al-Rayyan | 0–2      | Esteghlal                 |
| --------- | -------- | ------------------------- |
|           | Chi tiết | - Azadi 46' - Koushki 69' |

| Al Wasl | 0–2      | Al-Hilal                                  |
| ------- | -------- | ----------------------------------------- |
|         | Chi tiết | - Marcos Leonardo 13' - S. Al-Dawsari 49' |

## Miền Đông

### Bảng xếp hạng
| VT | Đội                    | ST | T | H | B | BT | BB | HS  | Đ  | Giành quyền tham dự     |
| -- | ---------------------- | -- | - | - | - | -- | -- | --- | -- | ----------------------- |
| 1  | Yokohama F. Marinos    | 7  | 6 | 0 | 1 | 21 | 7  | +14 | 18 | Đi tiếp vào vòng 16 đội |
| 2  | Kawasaki Frontale      | 7  | 5 | 0 | 2 | 13 | 4  | +9  | 15 | Đi tiếp vào vòng 16 đội |
| 3  | Johor Darul Ta'zim     | 7  | 4 | 2 | 1 | 16 | 8  | +8  | 14 | Đi tiếp vào vòng 16 đội |
| 4  | Gwangju                | 7  | 4 | 2 | 1 | 15 | 9  | +6  | 14 | Đi tiếp vào vòng 16 đội |
| 5  | Vissel Kobe            | 7  | 4 | 1 | 2 | 14 | 9  | +5  | 13 | Đi tiếp vào vòng 16 đội |
| 6  | Buriram United         | 8  | 3 | 3 | 2 | 7  | 12 | −5  | 12 | Đi tiếp vào vòng 16 đội |
| 7  | Thân Hoa Thượng Hải    | 8  | 3 | 1 | 4 | 13 | 12 | +1  | 10 | Đi tiếp vào vòng 16 đội |
| 8  | Cảng Thượng Hải        | 8  | 2 | 2 | 4 | 10 | 18 | −8  | 8  | Đi tiếp vào vòng 16 đội |
| 9  | Pohang Steelers        | 7  | 2 | 0 | 5 | 9  | 17 | −8  | 6  |                         |
| 10 | Ulsan HD               | 7  | 1 | 0 | 6 | 4  | 16 | −12 | 3  |                         |
| 11 | Central Coast Mariners | 7  | 0 | 1 | 6 | 8  | 18 | −10 | 1  |                         |
| 12 | Sơn Đông Thái Sơn      | 0  | 0 | 0 | 0 | 0  | 0  | 0   | 0  | Rút lui                 |

1. ↑  Sơn Đông Thái Sơn quyết định rút lui khỏi AFC Champions League Elite sau khi câu lạc bộ xác nhận họ không thamduwe trận đấu với Ulsan HD vào ngày 19 tháng 2 năm 2025.[8] Trận đấu của họ bị hủy và kết quả thi đấu của họ trước đó không được tính.[9]

### Tóm tắt kết quả
| Đội nhà             | Tỷ số | Đội khách              |
| ------------------- | ----- | ---------------------- |
| Gwangju             | 7–3   | Yokohama F. Marinos    |
| Sơn Đông Thái Sơn   | 3–1   | Central Coast Mariners |
| Buriram United      | 0–0   | Vissel Kobe            |
| Thân Hoa Thượng Hải | 4–1   | Pohang Steelers        |
| Ulsan HD            | 0–1   | Kawasaki Frontale      |
| Cảng Thượng Hải     | 2–2   | Johor Darul Ta'zim     |

| Đội nhà                | Tỷ số | Đội khách           |
| ---------------------- | ----- | ------------------- |
| Central Coast Mariners | 1–2   | Buriram United      |
| Kawasaki Frontale      | 0–1   | Gwangju             |
| Pohang Steelers        | 3–0   | Cảng Thượng Hải     |
| Johor Darul Ta'zim     | 3–0   | Thân Hoa Thượng Hải |
| Vissel Kobe            | 2–1   | Sơn Đông Thái Sơn   |
| Yokohama F. Marinos    | 4–0   | Ulsan HD            |

| Đội nhà             | Tỷ số | Đội khách              |
| ------------------- | ----- | ---------------------- |
| Gwangju             | 3–1   | Johor Darul Ta'zim     |
| Cảng Thượng Hải     | 3–2   | Central Coast Mariners |
| Sơn Đông Thái Sơn   | 2–2   | Yokohama F. Marinos    |
| Buriram United      | 1–0   | Pohang Steelers        |
| Ulsan HD            | 0–2   | Vissel Kobe            |
| Thân Hoa Thượng Hải | 2–0   | Kawasaki Frontale      |

| Đội nhà                | Tỷ số | Đội khách           |
| ---------------------- | ----- | ------------------- |
| Central Coast Mariners | 2–2   | Thân Hoa Thượng Hải |
| Kawasaki Frontale      | 3–1   | Cảng Thượng Hải     |
| Vissel Kobe            | 2–0   | Gwangju             |
| Johor Darul Ta'zim     | 3–0   | Ulsan HD            |
| Pohang Steelers        | 4–2   | Sơn Đông Thái Sơn   |
| Yokohama F. Marinos    | 5–0   | Buriram United      |

| Đội nhà             | Tỷ số | Đội khách              |
| ------------------- | ----- | ---------------------- |
| Vissel Kobe         | 3–2   | Central Coast Mariners |
| Ulsan HD            | 1–3   | Cảng Thượng Hải        |
| Sơn Đông Thái Sơn   | 1–0   | Johor Darul Ta'zim     |
| Buriram United      | 0–3   | Kawasaki Frontale      |
| Gwangju             | 1–0   | Thân Hoa Thượng Hải    |
| Yokohama F. Marinos | 2–0   | Pohang Steelers        |

| Đội nhà                | Tỷ số | Đội khách           |
| ---------------------- | ----- | ------------------- |
| Central Coast Mariners | 0–4   | Yokohama F. Marinos |
| Pohang Steelers        | 3–1   | Vissel Kobe         |
| Johor Darul Ta'zim     | 0–0   | Buriram United      |
| Cảng Thượng Hải        | 1–1   | Gwangju             |
| Kawasaki Frontale      | 4–0   | Sơn Đông Thái Sơn   |
| Thân Hoa Thượng Hải    | 1–2   | Ulsan HD            |

| Đội nhà                | Tỷ số | Đội khách           |
| ---------------------- | ----- | ------------------- |
| Central Coast Mariners | 1–2   | Johor Darul Ta'zim  |
| Vissel Kobe            | 4–0   | Cảng Thượng Hải     |
| Pohang Steelers        | 0–4   | Kawasaki Frontale   |
| Sơn Đông Thái Sơn      | 3–1   | Gwangju             |
| Yokohama F. Marinos    | 1–0   | Thân Hoa Thượng Hải |
| Buriram United         | 2–1   | Ulsan HD            |

| Đội nhà             | Tỷ số  | Đội khách              |
| ------------------- | ------ | ---------------------- |
| Gwangju             | 2–2    | Buriram United         |
| Kawasaki Frontale   | 2–0    | Central Coast Mariners |
| Thân Hoa Thượng Hải | 4–2    | Vissel Kobe            |
| Johor Darul Ta'zim  | 5–2    | Pohang Steelers        |
| Ulsan HD            | Bị hủy | Sơn Đông Thái Sơn      |
| Cảng Thượng Hải     | 0–2    | Yokohama F. Marinos    |

### Lượt trận 1
| Gwangju                                                                                     | 7–3      | Yokohama F. Marinos              |
| ------------------------------------------------------------------------------------------- | -------- | -------------------------------- |
| - Asani 2', 55', 90+2' - Oh Hu-seong 15' - Mikeltadze 69' - Lee Heui-kyun 72' - Gabriel 75' | Chi tiết | - Élber 34', 59' - Nishimura 85' |

| Sơn Đông Thái Sơn                     | Hủy kết quả (3–1) | Central Coast Mariners |
| ------------------------------------- | ----------------- | ---------------------- |
| - Bi Jinhao 8' - Qazaishvili 74', 88' | Chi tiết          | - Doka 45+9' (ph.đ.)   |

| Buriram United | 0–0      | Vissel Kobe |
| -------------- | -------- | ----------- |
|                | Chi tiết |             |

| Thân Hoa Thượng Hải                                 | 4–1      | Pohang Steelers  |
| --------------------------------------------------- | -------- | ---------------- |
| - André Luis 64' - Malele 71', 82' - Gao Tianyi 84' | Chi tiết | - Jorge Luiz 53' |

| Ulsan HD | 0–1      | Kawasaki Frontale |
| -------- | -------- | ----------------- |
|          | Chi tiết | - Marcinho 54'    |

| Cảng Thượng Hải             | 2–2      | Johor Darul Ta'zim    |
| --------------------------- | -------- | --------------------- |
| - Gustavo 48' - W. Popp 73' | Chi tiết | - Arif Aiman 45', 56' |

#### Lượt trận 2
| Central Coast Mariners | 1–2      | Buriram United           |
| ---------------------- | -------- | ------------------------ |
| - Mauragis 90+5'       | Chi tiết | - Bissoli 30' - Good 50' |

| Kawasaki Frontale | 0–1      | Gwangju             |
| ----------------- | -------- | ------------------- |
|                   | Chi tiết | - Asani 21' (ph.đ.) |

| Pohang Steelers                                        | 3–0      | Cảng Thượng Hải |
| ------------------------------------------------------ | -------- | --------------- |
| - Wanderson 52' - Hong Yun-sang 65' - Han Chan-hee 71' | Chi tiết |                 |

| Johor Darul Ta'zim                         | 3–0      | Thân Hoa Thượng Hải |
| ------------------------------------------ | -------- | ------------------- |
| - Arif Aiman 11' - Obregón 26' - Muñiz 80' | Chi tiết |                     |

| Vissel Kobe                 | Hủy kết quả (2–1) | Sơn Đông Thái Sơn |
| --------------------------- | ----------------- | ----------------- |
| - Miyashiro 14' - Sakai 51' | Chi tiết          | - Cryzan 28'      |

| Yokohama F. Marinos                                                | 4–0      | Ulsan HD |
| ------------------------------------------------------------------ | -------- | -------- |
| - Watanabe 4' (ph.đ.) - Nishimura 44' - Lopes 83' - Mizunuma 90+2' | Chi tiết |          |

#### Lượt trận 3
| Gwangju                                    | 3–1      | Johor Darul Ta'zim    |
| ------------------------------------------ | -------- | --------------------- |
| - Asani 3', 6' - Park Jun-heong 88' (l.n.) | Chi tiết | - Feroz Baharudin 28' |

| Cảng Thượng Hải                       | 3–2      | Central Coast Mariners    |
| ------------------------------------- | -------- | ------------------------- |
| - Li Ang 2' - Wu Lei 41' - Vargas 86' | Chi tiết | - Doka 61' - Duarte 90+4' |

| Sơn Đông Thái Sơn                | 2–2      | Yokohama F. Marinos       |
| -------------------------------- | -------- | ------------------------- |
| - Cryzan 43' - Zheng Zheng 90+2' | Chi tiết | - Lopes 54' - Matheus 87' |

| Buriram United | 1–0      | Pohang Steelers |
| -------------- | -------- | --------------- |
| - Bissoli 56'  | Chi tiết |                 |

| Ulsan HD | 0–2      | Vissel Kobe          |
| -------- | -------- | -------------------- |
|          | Chi tiết | - Miyashiro 48', 73' |

| Thân Hoa Thượng Hải                   | 2–0      | Kawasaki Frontale |
| ------------------------------------- | -------- | ----------------- |
| - Wang Haijian 24' - André Luis 90+3' | Chi tiết |                   |

#### Lượt trận 4
| Central Coast Mariners       | 2–2      | Thân Hoa Thượng Hải               |
| ---------------------------- | -------- | --------------------------------- |
| - Ngor 75' - Brandtman 90+5' | Chi tiết | - André Luis 50' - Yu Hanchao 64' |

| Kawasaki Frontale                                | 3–1      | Cảng Thượng Hải |
| ------------------------------------------------ | -------- | --------------- |
| - Ienaga 12' - Segawa 13' - Van Wermeskerken 33' | Chi tiết | - Vargas 83'    |

| Vissel Kobe                    | 2–0      | Gwangju |
| ------------------------------ | -------- | ------- |
| - Miyashiro 45+3' - Sasaki 54' | Chi tiết |         |

| Johor Darul Ta'zim                     | 3–0      | Ulsan HD |
| -------------------------------------- | -------- | -------- |
| - Aiman 8' - Arribas 67' - Bérgson 88' | Chi tiết |          |

| Pohang Steelers                                                    | 4–2      | Sơn Đông Thái Sơn               |
| ------------------------------------------------------------------ | -------- | ------------------------------- |
| - Jeong Jae-hee 30' - Jorge Luiz 64' - Wanderson 68' - Oberdan 76' | Chi tiết | - Chen Pu 33' - Bi Jinhao 90+4' |

| Yokohama F. Marinos                                                                   | 5–0      | Buriram United |
| ------------------------------------------------------------------------------------- | -------- | -------------- |
| - Inoue 11' - Anderson Lopes 45+1' (ph.đ.), 57' - Etheridge 45+3' (l.n.) - Uenaka 66' | Chi tiết |                |

#### Lượt trận 5
| Vissel Kobe | v | Central Coast Mariners |
| ----------- | - | ---------------------- |
|             |   |                        |

| Ulsan HD | v | Cảng Thượng Hải |
| -------- | - | --------------- |
|          |   |                 |

| Sơn Đông Thái Sơn | v | Johor Darul Ta'zim |
| ----------------- | - | ------------------ |
|                   |   |                    |

| Buriram United | v | Kawasaki Frontale |
| -------------- | - | ----------------- |
|                |   |                   |

| Gwangju | v | Thân Hoa Thượng Hải |
| ------- | - | ------------------- |
|         |   |                     |

| Yokohama F. Marinos | v | Pohang Steelers |
| ------------------- | - | --------------- |
|                     |   |                 |

#### Lượt trận 6
| Central Coast Mariners | v | Yokohama F. Marinos |
| ---------------------- | - | ------------------- |
|                        |   |                     |

| Pohang Steelers | v | Vissel Kobe |
| --------------- | - | ----------- |
|                 |   |             |

| Johor Darul Ta'zim | v | Buriram United |
| ------------------ | - | -------------- |
|                    |   |                |

| Cảng Thượng Hải | v | Gwangju |
| --------------- | - | ------- |
|                 |   |         |

| Kawasaki Frontale | v | Sơn Đông Thái Sơn |
| ----------------- | - | ----------------- |
|                   |   |                   |

| Thân Hoa Thượng Hải | v | Ulsan HD |
| ------------------- | - | -------- |
|                     |   |          |

#### Lượt trận 7
| Central Coast Mariners | v | Johor Darul Ta'zim |
| ---------------------- | - | ------------------ |
|                        |   |                    |

| Vissel Kobe | v | Cảng Thượng Hải |
| ----------- | - | --------------- |
|             |   |                 |

| Pohang Steelers | v | Kawasaki Frontale |
| --------------- | - | ----------------- |
|                 |   |                   |

| Sơn Đông Thái Sơn | v | Gwangju |
| ----------------- | - | ------- |
|                   |   |         |

| Yokohama F. Marinos | v | Thân Hoa Thượng Hải |
| ------------------- | - | ------------------- |
|                     |   |                     |

| Buriram United | v | Ulsan HD |
| -------------- | - | -------- |
|                |   |          |

#### Lượt trận 8
| Gwangju | v | Buriram United |
| ------- | - | -------------- |
|         |   |                |

| Kawasaki Frontale | v | Central Coast Mariners |
| ----------------- | - | ---------------------- |
|                   |   |                        |

| Thân Hoa Thượng Hải | v | Vissel Kobe |
| ------------------- | - | ----------- |
|                     |   |             |

| Johor Darul Ta'zim | v | Pohang Steelers |
| ------------------ | - | --------------- |
|                    |   |                 |

| Ulsan HD | v | Sơn Đông Thái Sơn |
| -------- | - | ----------------- |
|          |   |                   |

| Cảng Thượng Hải | v | Yokohama F. Marinos |
| --------------- | - | ------------------- |
|                 |   |                     |

## Liên kết bên ngoài
- Website chính thức